# José Francisco Miguel António de Mendonça
José Francisco Miguel António de Mendoça Valdereis (ur. 2 października 1725 w Lizbonie, zm. 11 lutego 1808 tamże) – portugalski duchowny katolicki, kardynał, patriarcha Lizbony.

## Życiorys
Święcenia kapłańskie przyjął 5 października 1755. W latach 1779–1785 pełnił funkcję rektora Uniwersytetu w Coimbrze. 10 marca 1788 został wybrany Patriarchą Lizbony. Sakrę biskupią otrzymał 16 listopada 1788 w Lizbonie. Na objętej stolicy patriarchalnej pozostał już do śmierci. 7 kwietnia 1788 Pius VI wyniósł go do godności kardynała prezbitera. Nie uczestniczył w Konklawe 1799–1800 wybierającym Piusa VII.